# Olivella nana
Olivella nana es una especie de caracol de mar, un gastrópodo marino, molusco de la familia Olivellidae.
Las conchas de Olivella nana fueron usadas en el  Reino de Congo como moneda y recibían el nombre de "nzimbu", este tipo de conchas incluso eran comerciadas al norte en el Reino de Benín.

## Taxonomía
Oliva nana Lamarck, 1811, descrito de la costa de Angola, estuvo incluido en el género Olivancillaria por Fischer (1887) y más tarde, citado por muchos autores en el mismo género (p. ej. Dautzenberg 1912, Odhner 1923, Nickles 1950, Klappenbach 1965, Burnay & Conceição 1983, entre otros). Aun así, la presencia de un opérculo lo excluye de Olivancillaria. 
Abbott & Dance (1986) lo incluyó en Olivella, la cual parece ser una asignación más exacta.

## Descripción
La longitud de la concha varía entre 10 mm y 20 mm. Tiene una forma cónica y un color oscuro y brillante. Existen algunas variaciones en la coloración de esta especie con algunas conchas de cuernos blancos en algunos especímenes, a tal punto que la espiral de la protoconcha y la teleconcha se unen. En algunos otros especímenes, el cambio de color continúa hasta la primera o segunda espiral de la teleconcha.  
Tiene un ápice pequeño, plano, liso y brillante. Éste es el ápice más plano del género Olivella. El ápice consta de 1 1/2 espirales carenadas que se agrandan rápidamente. En la primera mitad de la primera espiral, aparece muy fuerte, la carina. Las suturas de la protoconcha y la teleconcha están profundamente encauzadas.

## Distribución
Esta especie de molusco se encuentra en el Océano Atlántico desde Cabo Verde hasta Angola y África del oeste; en el Océano Índico hasta Madagascar.